# Jon Provost

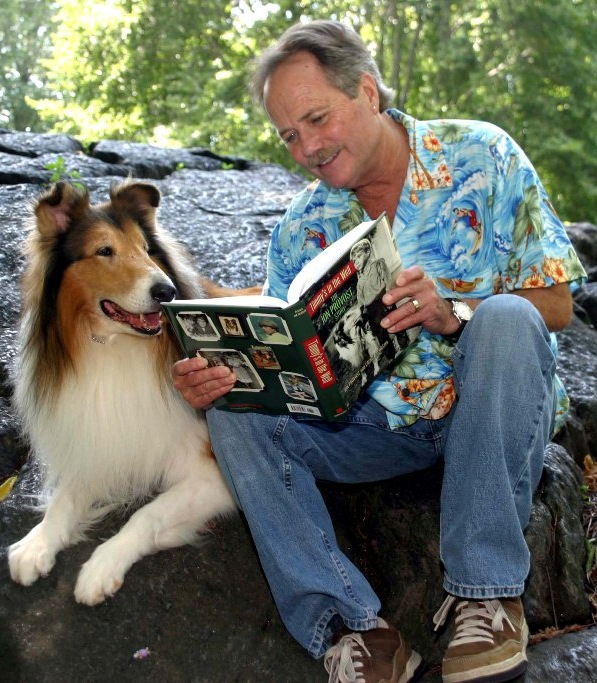
Jon Provost (2009)

Jon Provost (* 12. März 1950 in Los Angeles, Kalifornien) ist ein US-amerikanischer Schauspieler.

## Leben
Als Kinderdarsteller wirkte Provost in verschiedenen Filmen von 1953 bis 1970 mit. Berühmtheit brachte ihm jedoch seine Rolle als Waisenjunge Timmy Martin in der dritten Staffel der amerikanischen Fernsehserie Lassie (1957–1964) ein. Für diese Rolle wurde ihm 1994 ein Stern auf dem Hollywood Walk of Fame bei der Adresse 7080 Hollywood Boulevard in Hollywood zuerkannt.
Als er selbst war Provost auch 1965 in der Sitcom Mr. Ed mit dem gleichnamigen sprechenden Pferd in der Folge Jon Provost Meets Mister Ed zu sehen und war auf dem Höhepunkt seiner Karriere auch Gast in mehreren Fernsehshows.
1964 lief Provosts Vertrag für die Lassie-Serie aus und damit neigte sich auch seine Schauspielerkarriere dem Ende zu. Nach drei Kinofilmen war er 1991 in der Folge The Amazing Lassie der Neuauflage der Lassie-Serie, The New Lassie, nur noch einmal in einer Nebenrolle zu sehen. 
Provost schloss dann ein Studium mit dem Bachelor of Arts ab und arbeitete eine Zeit lang als Sonderpädagoge. Danach war er als Immobilienmakler im Sonoma County nördlich von San Francisco tätig. In der schon erwähnten Folge von The New Lassie trat Provosts Charakter Steve McCullough mit ebendiesem Beruf auf – neben dem ehemaligen ersten Lassie-Herrchen, Tommy Rettig, der seine Rolle als Jeff Miller wieder aufleben ließ.
In den letzten Jahren war Provost auch auf Conventions zu Gast, wo er über das klassische Fernsehen und die amerikanische Kultur referierte. Seine Memoiren wurden im November 2007 unter dem Titel Timmy’s in the Well: The Jon Provost Story veröffentlicht (Cumberland House Publishing, ISBN 1-58182-619-2).

## Filmografie (Auswahl)
- 1953: Ein Herz aus Gold (So Big)
- 1954: Ein Mädchen vom Lande (The Country Girl)
- 1956: Zurück aus der Ewigkeit (Back from Eternity)
- 1956: Einst kommt die Stunde (Toward the Unknown)
- 1957: Befiehl du deine Wege (All Mine to Give)
- 1957: Verschollen in Japan (Escapade in Japan)
- 1957–1964: Lassie (Fernsehserie, 248 Folgen)
- 1962: Lassies größtes Abenteuer (Lassie’s Great Adventure)
- 1966: Dieses Mädchen ist für alle (This Property Is Condemned)
- 1969: Superhirn in Tennisschuhen (The Computer Wore Tennis Shoes)
- 1970: The Secret of the Sacred Forest
- 1989–1992: The New Lassie (Fernsehserie, 32 Folgen)
- 2000: The Hollywood Collection: The Story of Lassie (Dokumentation)
- 2013: Susie’s Hope